# Let Me Kiss You
«Let Me Kiss You» —en español: «Déjame besarte»— es una canción compuesta por Morrissey y Alain Whyte. Fue grabado (en dos versiones diferentes) tanto por Morrissey y Nancy Sinatra, quienes lanzaron su versión como sencillo en el Reino Unido el 11 de octubre de 2004. Ambas versiones ingresaron en las lista de sencillos del Reino Unido, Morrissey alcanzando el puesto # 8, y la de Sinatra en el # 46.
La versión de Morrissey fue incluida en su álbum You Are the Quarry lanzado en 2004, siendo su tercer sencillo en ingresar al top 10 del UK Singles Chart en el 2004. En el sencillo, se incluyó la canción "Don't Make Fun of Daddy's Voice", una canción que con frecuencia, formó parte de su lista de canciones interpretada en algunos conciertos, incluyendoló como apertura en el festival Glastonbury en ese año, a pesar de ser un inédito.
La versión de Nancy Sinatra, con la que contó con los coros de Morrissey, fue incluida en su álbum autotítulado del 2004, alcanzando el número 46 en el Reino Unido.

## Lista de canciones
Vinilo en 7" y CD #1
1. «Let Me Kiss You»
2. «Don't Make Fun of Daddy's Voice»

CD #2
1. «Let Me Kiss You»
2. «Friday Mourning»
3. «I Am Two People»